# ジジ・プロイエッティ
ジジ・プロイエッティ（Gigi Proietti, 1940年11月2日 - 2020年11月2日）は、イタリアの俳優、声優、映画監督、脚本家である。本名ルイジ・プロイエッティ（Luigi Proietti）。

## 人物・来歴
1940年（昭和15年）11月2日、イタリアの首都ローマに生まれる。
1955年（昭和30年）に公開されたヴィットリオ・ドゥーゼ監督の映画Il nostro campione （日本未公開）への出演が、もっとも古い出演記録である。本格的に映画への連続的出演が始まるのは、1966年（昭和41年）に公開されたアルマンド・クリスピーノおよびルチアーノ・ルチニャーニ両監督による映画 Le piacevoli notti （日本未公開）以降である。
1970年（昭和45年）に製作・公開されたティント・ブラス監督の『うめき』に出演、脚本として初めてクレジットされた。
1990年代からは、テレビ映画で監督業に進出している。声優としても知られ、『アラジン』のイタリア語吹替版では、ジーニーの声を演じている。1997年（平成9年）には、マーティン・スコセッシ監督の『カジノ』のイタリア語吹替版でのロバート・デ・ニーロへの吹替で、ナストロ・ダルジェント賞最優秀吹替男優賞を受賞している。
2003年（平成15年）、カルロ・ヴァンツィーナ監督のFebbre da cavallo - La mandrakata （日本未公開）で、ナストロ・ダルジェント賞最優秀男優賞を受賞した。
イタリア民主党支持者である。

## おもなフィルモグラフィ
特筆以外はすべて出演である。
- Il nostro campione：監督ヴィットリオ・ドゥーゼ、1955年
- Le piacevoli notti：監督アルマンド・クリスピーノ / ルチアーノ・ルチニャーニ、1966年
- 『痴情の森』 Una ragazza piuttosto complicata：監督ダミアーノ・ダミアーニ、1968年 - 出演
- 『女性上位時代』 La matriarca：監督パスクァーレ・フェスタ・カン:パニーレ、1968年 - 出演
- 『約束』 The Appointment：監督シドニー・ルメット、1969年 - 出演
- 『十字軍のブランカレオーネ』 Brancaleone alle crociate：監督マリオ・モニチェリ、1970年 - 出演
- 『うめき』 L'urlo：監督ティント・ブラス、1970年 - 出演・脚本
- 『ドロップ・アウト』 Dropout：監督ティント・ブラス、1970年 - 出演
- 『愛すれど哀しく』 Bubù：監督マウロ・ボロニーニ、1971年 - 出演
- 『SEX発電』 Conviene far bene l'amore：監督パスクァーレ・フェスタ・カンパニーレ、1975年 - 出演
- 『沈黙の官能』 L'eredita Ferramonti：監督マウロ・ボロニーニ、1976年 - 出演
- 『ジョディ・フォスター/避暑地のラブ・ストーリー』 Casotto：監督セルジオ・チッティ、1977年 - 出演
- 『料理長殿、ご用心』 Who Is Killing the Great Chefs of Europe?：監督テッド・コッチェフ、1978年 - 出演
- 『ウエディング』 A Wedding：監督ロバート・アルトマン、1978年 - 出演
- 『アラジン』：イタリア語吹替版、1992年 - 声の出演（ジーニーの声）
- 『ソフィー・マルソーの三銃士』 La fille de d'Artagnan：監督ベルトラン・タヴェルニエ / リッカルド・フレーダ、1994年 - 出演
- 『カジノ』：イタリア語吹替版、1997年 - 声の出演（ロバート・デ・ニーロへの吹替）
- Febbre da cavallo - La mandrakata：監督カルロ・ヴァンツィーナ、2002年
- Un'estate ai Caraibi：監督カルロ・ヴァンツィーナ、2009年 - 出演
- 『ほんとうのピノッキオ』 Pinocchio：監督マッテオ・ガローネ、2019年 - 出演

## 註
1. 1 2 3 4 5 6 7 8 9 10 11  Gigi Proietti、インターネット・ムービー・データベース （英語）、2010年12月7日閲覧。

## 関連事項
- イタリア式コメディ
- ヴィットリオ・ドゥーゼ （en:Vittorio Duse）
- アルマンド・クリスピーノ （en:Armando Crispino）
- ルチアーノ・ルチニャーニ （it:Luciano Lucignani）
- カルロ・ヴァンツィーナ （en:Carlo Vanzina）